# 太平沟乡
太平沟乡，是中华人民共和国黑龙江省鹤岗市萝北县下辖的一个乡镇级行政单位。

## 行政区划
太平沟乡下辖以下地区：
兴东村、兴河村、石虎沟村、金沙村和太平沟村。